# Windows Down
Singles de Big Time Rush
Music Sounds Better With U
(2011) 24/Seven
(2013)
Windows Down est une chanson du groupe américain Big Time Rush sortie en juin 2012 par le label Columbia Records. Elle est issue de leur album Elevate.
Le clip de la chanson a été élu « vidéo de l'année » lors des 2012 PopCrush Music Award du magazine PopCrush, battant ainsi As Long as You Love Me de Justin Bieber et Live While We're Young des One Direction.